# Dekanat Schweinfurt-Stadt
Das Dekanat Schweinfurt-Stadt ist eines von 20 Dekanaten im römisch-katholischen Bistum Würzburg. Es umfasst das Stadtgebiet Schweinfurt. Von den 54.376 Einwohnern sind laut amtliche Statistik derzeit (Stand 31. Dezember 2020) 33,4 % katholisch, 21,5 % evangelisch und verschiedene u. a. konfessionslos 45,1 % Laut kirchliche Statistik waren 18.528 (34,1 %) im Vorjahr (Stand 31. Dezember 2019) katholisch.
Neun Pfarrgemeinden haben sich 2010 zu vier Pfarreiengemeinschaften zusammengeschlossen.
Dekan ist Stefan Redelberger, koordinierender Pfarrer der Pfarreiengemeinschaft Schweinfurt-Nord. Verwaltungssitz ist Schweinfurt.
Seit dem 1, Oktober 2021 bilden die Dekanate Schweinfurt-Stadt, Schweinfurt-Nord und Schweinfurt-Süd zusammen das Dekanat Schweinfurt.

## Geschichte
Die Reichsstadt Schweinfurt war seit der Reformation lutherisch. Eine katholische Gemeinde konnte sich erst in napoleonischer Zeit wieder etablieren. Sie bekam 1803 von der königlich bayerischen Regierung die gotische Spitalkirche Zum Heiligen Geist als Pfarrkirche zugewiesen.

## Gliederung
Sortiert nach Pfarreiengemeinschaften (fett) werden die Pfarreien (alphabetisch) genannt, alle zu einer Pfarrei gehörigen Exposituren, Benefizien, Filialen und Kapellen werden direkt nach der jeweiligen Pfarrei, aufgezählt.
Schweinfurt-Zentrum
- Pfarrei Heilig Geist
- Pfarrei St. Kilian
- Pfarrei St. Michael (Musikerviertel, Nordwestlicher Stadtteil)

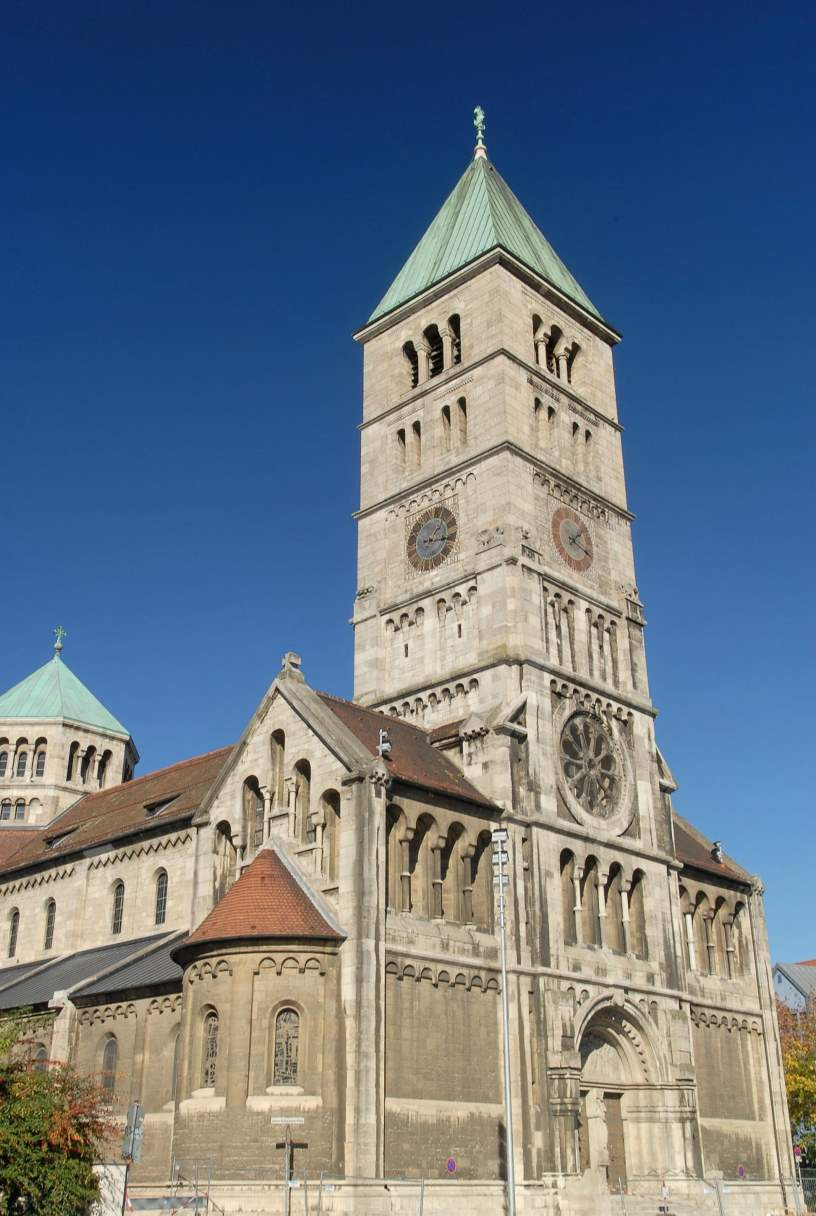
Heilig-Geist-Kirche

Schweinfurt-Ost
- Pfarrei St. Maximilian Kolbe (Deutschhof)
- Pfarrei St. Peter und Paul (Hochfeld/Steinberg, Zeilbaum, Höllental, Mainleite)

Schweinfurt-West
- Pfarrei Christkönig (Bergl)
- Pfarrei St. Josef der Bräutigam (Oberndorf)

Schweinfurt-Nord
- Pfarrei Maria Hilf (Gartenstadt)
- Pfarrei St. Anton (Nördlicher Stadtteil, Haardt, Eselshöhe)

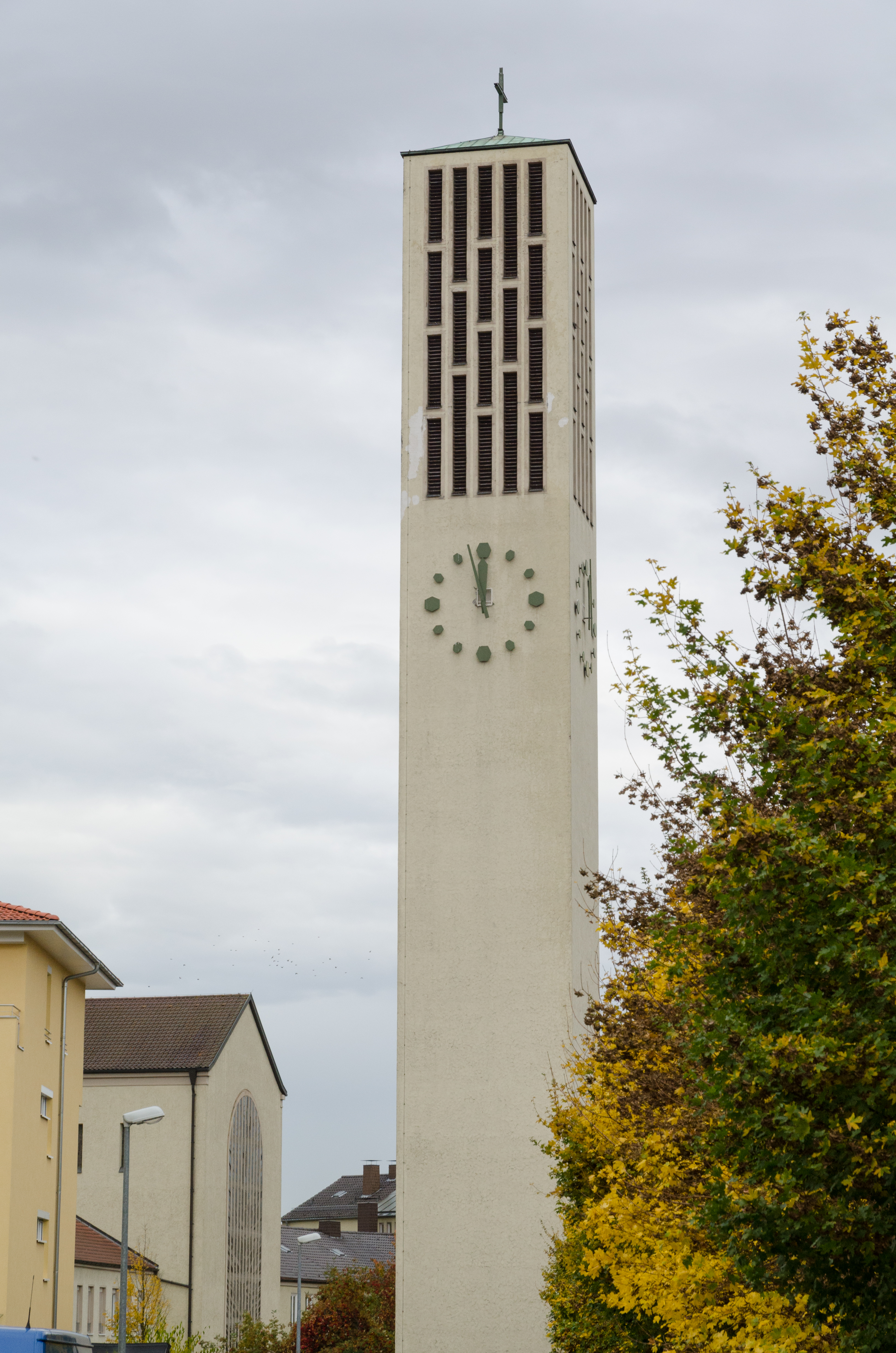